# The Way We Were (album)
The Way We Were – album amerykańskiej piosenkarki Barbry Streisand, wydany w 1974 roku.

## Tło
Album zawierał singel numer 1 „The Way We Were” z kasowego filmu Tacy byliśmy (ang. The Way We Were). Na albumie znalazł się też cover „All in Love Is Fair” z repertuaru Steviego Wondera, który został drugim singlem i osiągnął umiarkowany sukces, a także „Being at War with Each Other” Carole King, nagrane w odpowiedzi na wojna wietnamską. Pozostałe nagrania pochodzą głównie z niedokończonego albumu The Singer.
Zdjęcie na okładce pochodzi z sesji dla magazynu „Harper’s Bazaar” i zostało wykonane przez Steve’a Schapiro.

## Odbiór
Pomimo mieszanych recenzji, album był dużym sukcesem komercyjnym, zwłaszcza w USA i Kanadzie, gdzie dotarł odpowiednio do 1. i 3. miejsca na listach sprzedaży. W USA płyta została certyfikowana jako podwójnie platynowa za nakład przekraczający 2 miliony.

## Lista utworów
Strona A
| 1. | „Being at War with Each Other”    | 4:01  |
|    |                                   |       |
| 2. | „Something So Right”              | 4:26  |
|    |                                   |       |
| 3. | „The Best Thing You’ve Ever Done” | 2:49  |
|    |                                   |       |
| 4. | „The Way We Were”                 | 3:31  |
|    |                                   |       |
| 5. | „All in Love Is Fair”             | 3:51  |
|    |                                   |       |
|    |                                   | 18:38 |
|    |                                   |       |
Strona B
| 1. | „What Are You Doing the Rest of Your Life?” | 3:19  |
|    |                                             |       |
| 2. | „Summer Me, Winter Me”                      | 3:55  |
|    |                                             |       |
| 3. | „Pieces of Dreams”                          | 3:26  |
|    |                                             |       |
| 4. | „I’ve Never Been a Woman Before”            | 2:44  |
|    |                                             |       |
| 5. | Medley: a. „My Buddy” b. „How About Me”     | 4:08  |
|    |                                             |       |
|    |                                             | 17:32 |
|    |                                             |       |

## Notowania
| Kraj                              | Pozycja |
| --------------------------------- | ------- |
| Australia                         | 10      |
| Kanada                            | 3       |
| Stany Zjednoczone (Billboard 200) | 1       |
| Wielka Brytania (UK Albums Chart) | 49      |

## Certyfikaty
| Kraj                     | Certyfikat          |
| ------------------------ | ------------------- |
| Kanada (Music Canada)    | platynowa płyta     |
| Stany Zjednoczone (RIAA) | 2 × platynowa płyta |
| Wielka Brytania (BPI)    | srebrna płyta       |